# Mulugeta Buli
Major-général Mulugeta Buli (1917-1960) est un militaire et homme politique éthiopien, qui servit sous le règne du Negusse Negest Hailé Selassié I.
Né en 1917, Mulugeta Buli va suivre sa scolarité à la Tafari Mekonnen School. En 1934, il intègre l’Académie militaire de Holeta où il était le seul officier cadet oromo, il sera plus tard instructeur dans cette institution. Pendant l'occupation italienne, il s'était réfugié à Djibouti et au Kenya. Il retourne en Éthiopie avec Hailé Selassié I et la Force Gidéon et prend part à la bataille de Maychew de 1941. La même année, il devient commandant de la Garde Impériale. Le Negusse Negest manifestait beaucoup d’intérêt pour la sécurité et les services de renseignement intérieurs, un Département de la Sécurité Publique fut donc créé par Mulugeta et placé sous le contrôle du ministère de l'Intérieur. Ce ministère était chargé de trop responsabilités routinières pour gérer des affaires aussi sensibles, Mulugeta désigna alors comme chef de la sécurité le colonel Worqeneh Gebeyehu.
En 1951, Hailé Selassié demande à Mulugeta de constituer le bataillon Kagnew qui devra participer aux opérations de l’ONU lors de la guerre de Corée, il refusera néanmoins de diriger les opérations sur le terrain. Le Negusse Negest nommera Techome Irgetu.
En 1952, plusieurs officiers vont pousser Mulugeta à s’inspirer du coup d'État de Nasser en Égypte afin de renverser la monarchie éthiopienne, il restera loyal à Hailé Selassié. En 1956, Mulugeta est nommé chef des armées, poste qu'il va occuper jusqu'en 1958, il sera également chef du cabinet du Negusse Negest (1958-1959) et Ministre du développement de la communauté nationale (1959-1960). En 1959, avec l'aide de Worqeneh Gebeyehu, il crée le cabinet privé impérial. L'année suivante, le 13 décembre 1960, une tentative de coup d'État est organisée et le lendemain, Mulugeta Buli est choisi[réf. nécessaire] comme chef des forces armées du gouvernement des rebelles. Mais ayant finalement refusé alors que le coup d'état échoue, il sera pris en otage par les putschistes et assassiné le 17 décembre 1960 par Mengistu Neway.
Outre ses activités au service de la Couronne, Mulugeta Buli va jouer un rôle important auprès du pouvoir lorsque vers la fin de 1948, il se dit en faveur de l'autonomie des clubs de football de la fédération éthiopienne, une autonomie qui sera acquise. Dans sa vie privée, Mulugeta était marié à Atseda Habtemariam, petite-fille de Kumsa Moroda.

## Sources
- Historical Dictionary of Ethiopia, David Hamilton Shinn, Thomas P. Ofcansky, Chris Prouty; Scarecrow Press, 2004: pages 288-289.
- The Korean War: An Encyclopedia, Stanley Sandler; Taylor & Francis, 1995: page 109
- A History of Modern Ethiopia, 1855-1991, Bahru Zewde, London: James Currey, 2002, pages: 207, 208, 213
- Histoire de l'Éthiopie, Paul B. Henze, Moulin du pont, 2004, page 242, 255, 256.
- Site sur les dirigeants de l'Est Wellega
- Site sur l'histoire du sport éthiopien